# Kozjak (Loznica)
Pour les articles homonymes, voir Kozjak.
Kozjak (en serbe cyrillique : Козјак) est une localité de Serbie située sur le territoire de la ville de Loznica, district de Mačva. Au recensement de 2011, elle comptait 1 025 habitants.
Kozjak est officiellement classé parmi les villages de Serbie.

## Démographie

### Évolution historique de la population
| 1948  | 1953  | 1961  | 1971  | 1981  | 1991  | 2002  | 2011  |
| ----- | ----- | ----- | ----- | ----- | ----- | ----- | ----- |
| 1 066 | 1 124 | 1 178 | 1 160 | 1 201 | 1 228 | 1 102 | 1 025 |

|  |